# Normas de seguridad laboral
Las Normas de seguridad laboral son conjuntos de normas, dirigidas a la seguridad en los lugares de trabajo y para reducir el riesgo laboral de las enfermedades profesionales.
La historia moderna de la seguridad humana en el lugar de trabajo comenzó en 1802 con la Ley de salud y moral de los aprendices. En 1947, el Acuerdo General sobre Aranceles Aduaneros y Comercio (GATT) fue firmado y publicado por un grupo de colaboración de 23 países que trabajan para establecer un comercio internacional sin problemas.

## Dispositivos de protección
- Medidor CEM: dispositivo para medir los campos CEM peligrosos que afectan a la salud humana (medición CEM).[1][2]
- Medidor ambiental: dispositivo para medir la reacción de materiales peligrosos.[3][4]
- Equipo respiratorio: cuando se trabaja en un entorno con presencia de compuestos nocivos, es importante utilizar una protección respiratoria adecuada, como una mascarilla, para mantener los pulmones en excelentes condiciones funcionales. La protección contra humos tóxicos, polvo y otras sustancias peligrosas transportadas por el aire requiere el uso de equipos especializados denominados respiradores.[5]
- Materiales de protección contra interferencias electromagnéticas[6]

## Organizaciones de seguridad humana
- Occupational Safety and Health Act (OSHA). The Occupational Safety and Health Act of 1970 mandates that all nongovernment employers provide a safe and healthful workplace for their employees.
- National Institute for Occupational Safety and Health (NIOSH)[7]
- National Council on Radiation Protection and Measurements (NCRP)
- Организация на дейността за осигуряване на Здраве и безопасност (Organization of Health and Safety Activities)[8]
- Организация пропаганды по охране труда и безопасности[9]
- European Agency for Safety and Health at Work
- China Occupational Safety and Health Association (COSHA)
- Ministry of Labor and Health[10] OSH India[11]
- Instituto Nacional de Seguridad y Salud en el Trabajo[12]

## Clasificación

### Protección estándar contra campos electromagnéticos de radiofrecuencia.
- ANSI/IEEE C95.1-1992
- ГОСТ 12.4.306-2016
- 1999/519/CE
- DGUV V15

### Norma de protección láser
- EN 60825 (IEC 825)
- ГОСТ IEC 60825-4-2014 Безопасность лазерной аппаратуры
- PN-91/T-06700

### Protección contra sustancias y preparados peligrosos
- DIRECTIVE 2005/69/EC
- CC 813.11 Ordinance on Protection against Dangerous Substances and Preparations